# Любош Їра
Любош Їра (чеськ. Luboš Jíra; 2 квітня 1990, м. Кадан, Чехія) — чеський саночник, який виступає в санному спорті на професійному рівні з 2003 року. Дебютант національної команді, як учасник зимових Олімпійських ігор в 2010 році він з своїм напарником посів 18 місце. Балансує в числі 20 найкращих саночників світу, а в парному розряді виступає разом з саночником Матеєм Квічала, на світових форумах саночників має доволі скромні результати.